# Senza fine/Se qualcuno ti dirà
Senza fine/Se qualcuno ti dirà è un 45 giri di Ornella Vanoni pubblicato dalla Dischi Ricordi nel settembre 1961.

## Senza fine
Senza fine è un brano musicale scritto da Gino Paoli, che era rimasto colpito dalle grandi mani della cantante e che, poco tempo dopo, incise una sua versione della canzone nel 45 giri Gli innamorati sono sempre soli/Senza fine.
La Ricordi aveva intenzione di cambiare l'immagine della Vanoni da "cantante della mala" a "cantante sexy" e Senza fine fu il primo brano di questo nuovo corso.
Due mesi dopo la canzone venne inserita nell'album Ornella Vanoni.
Senza fine venne inserita nella colonna sonora del film Il volo della fenice di Robert Aldrich, solo per l'Italia nella versione della Vanoni (al verso fu pubblicata quella cantata da Connie Francis, e per l'occasione questo disco fu pubblicato con una nuova copertina.

## Se qualcuno ti dirà
Se qualcuno ti dirà è un brano musicale scritto da Screwball, pseudonimo di Giorgio Calabrese, per il testo e da Gian Franco Reverberi per la musica.
L'assolo di sax del brano è suonato da Luigi Tenco, che poco tempo dopo incise anch'egli Se qualcuno ti dirà, inserendolo nel suo 45 giri Ti ricorderai/Se qualcuno ti dirà.